# Onthophagus vlasovi
Onthophagus vlasovi là một loài bọ cánh cứng trong họ Bọ hung (Scarabaeidae).